# Antolín del Campo
Antolín del Campo is een gemeente in de Venezolaanse staat Nueva Esparta. De gemeente telt 26.900 inwoners. De hoofdplaats is Paraguachí.